# Rychowo
Rychowo (in tedesco: Groß Reichow) è un villaggio polacco del distretto di Białogard, nel voivodato della Pomerania Occidentale. Si trova a circa 12 kilometri a sud-ovest di Białogard e circa 100 chilometri a nord-est della capitale del voivodato, Stettino. Prima del 1945 l'area faceva parte della Prussia, Impero Tedesco. Tra gli anni 1975 – 1998 il villaggio apparteneva al voivodato di Koszalin. Nel 2007 il villaggio contava 195 abitanti.

## Società

### Evoluzione demografica
- 152[1] – censimento del 1852

## Geografia
Il villaggio si trova a circa 12 chilometri a sud-ovest di Białogard, tra Białogard e la località di Sławoborze, nei pressi della linea ferroviaria Białogard – Lepino. Si trova sulla strada che va da Białogard a Świdwin passando per Sławoborze, a un chilometro di distanza da Podwilcze.

## Storia
Rychowo è un antico feudo della famiglia Podewils, a cui apparteneva fino a metà dell'Ottocento con una breve pausa nel Settecento, quando fu di proprietà della famiglia Manteuffel e poi della famiglia Wendland. Nel 1884 il villaggio era di proprietà di Maria von Holtzendorf. A quel tempo possedeva anche un'altra proprietà della famiglia Podewils: Podwilcze. Rychowo rimase nelle mani della famiglia Holtzendorf fino alla fine della Seconda Guerra Mondiale. Era un villaggio con un'importante industria casearia.

## Chiesa
Il villaggio apparteneva alla parrocchia di Klein Reichow (Rychówko), che con la parrocchia di Standemin (Stanomino) costituiva la diocesi di Standemin. Fino al 1945 la chiesa di Rarfin si trovava nella diocesi di Belgard (provincia ecclesiastica della Pomerania) della chiesa evangelica dell'Unione prussiana. Oggi Rychowo appartiene alla diocesi di Koszalin di culto cattolico-romano e non avendo una chiesa, il luogo di culto è a Białogard.

## Monumenti e luoghi d'interesse
Secondo il registro dell'Istituto Nazionale del Patrimonio, nell'elenco dei monumenti sono inseriti:

### Palazzo di Rychowo
Il palazzo di Rychowo risale alla fine del XIX secolo ed è in stile eclettico, con elementi neorinascimentali. È fondato su pianta rettangolare, con un avancorpo nella parte anteriore e due torri pentagonali sulla facciata posteriore e ha una superficie totale di 800 m². Una veranda in muratura, preceduta da scale, confina con il timpano dell'edificio sul lato sud-ovest. La facciata del palazzo è rivolta a nord-ovest. Si tratta di un edificio a due piani con mansarda parzialmente residenziale e coperto da un tetto a capanna. Il prospetto frontale presenta undici assi. Il basamento dell'edificio è separato da una cornice profilata. L'alzato, fatta eccezione per l'avancorpo, è in bugnato, diviso orizzontalmente da cornici di parapetto profilati. Nella spaccatura frontale, il piano terra e le aperture dei piani sono racchiuse da tripli arcate con paraste lisce. Le pareti sotto la finestra e le rientranze del piano terra nell'avancorpo sono divise con pannelli quadrati. Le torri del prospetto del giardino sono riccamente decorate. Alcuni ambienti nella parte orientale anteriore sono decorati con rosette in stucco.
Un parco di 8,32 ettari risalente alla seconda metà del XIX secolo si estende a sud-ovest del palazzo. Presenta un'interessante vegetazione: un platano con una circonferenza di 368 centimetri, due abeti del Caucaso, un abete bianco, un abete di Douglas, un pino strobo e una farnia con una circonferenza di 300 centimetri.

### Cimitero di Rarwino
Il villaggio presenta un cimitero inattivo:
- Un cimitero evangelico di 0,08 ettari adiacente al parco dove cresce una farnia dalla circonferenza di 300 centimetri e nel cui sottobosco crescono edera e mughetto.

## Letteratura
- Comitato distrettuale di Belgard-Schivelbein: Contea di Belgard. Storia del comitato distrettuale della Pomerania. Comitato distrettuale di Belgard-Schivelbein, Celle 1989. (DE)
- Andrzej Świrko: Palazzi, manieri e castelli lungo il bacino del Parsęta. Organizzazione Turistica Polacca, 2005. (PL)

## Economia
Nel villaggio c'è un rifornimento idrico che rifornisce sia Rychowo che Podwilcze, una caldaia a carbone e un sistema di smaltimento delle acque reflue collettivo.

## Infrastrutture e trasporti
C'è una fermata dell'autobus oltre a due sentieri turistici locali che attraversano il villaggio:
- Il sentiero di parchi, ville e palazzi – per veicoli, non segnato.
- Il sentiero dei paesaggi e dei parchi del comune di Białogard – per ciclisti.